# Nienke Oostenrijk
Nienke Oostenrijk is een Nederlandse sopraan en concertsoliste uit Groningen.

## Opleiding
Na een doctoraalstudie geschiedenis aan de Rijksuniversiteit Groningen volgde ze een zangopleiding aan het Sweelinck Conservatorium in Amsterdam. Ze haalde in 1993 bij Margreet Honig haar UM diploma. Ook volgde zij masterclasses bij onder anderen Arleen Augér, Elly Ameling en Robert Holl.
Ze is een zuster van hoboïste Pauline Oostenrijk. Samen maakten zij een cd met de aria's van Bach voor sopraan en hobo.

## Optredens

#### Concert
Oostenrijk is concertsoliste en heeft samengewerkt met dirigenten als Jaap van Zweden, Frans Brüggen, Jacques van Steen, Jos van Veldhoven, Jan-Willem de Vriend en de Amerikaan John Nelson. 

Haar repertoire omvat onder andere:
- het Weihnachtsoratorium en de Matthäuspassion van Bach, onder andere in het Konzerthaus in Berlijn.
- het Requiem van Mozart, met Jaap van Zweden.
- het Stabat Mater van Pergolesi, met Jacques van Steen in het Konzerthaus in Berlijn.
- een Midzomernachtdroom van Mendelssohn
- de Messiah van Händel in de bewerking van Mozart

#### Opera
Oostenrijk heeft diverse rollen vertolkt in opera's zoals:
- Konstanze in Mozarts Die Entführung aus dem Serail
- Pamina in Mozarts Die Zauberflöte
- Sophie in Der Rosenkavalier van Strauss
- Tebaldo in Don Carlos van Verdi

In 2004 zong zij de aria ‘Magna Res est Amor’ van Hendrik Andriessen op het huwelijk van prins Friso en Mabel. 

In 2005 zong zij in de Gotische Zaal van de Raad van State in Den Haag ter gelegenheid van het zilveren regeringsjubileum van koningin Beatrix.

## Discografie
- Jeff Hamburg - 'Looking East' (2003): Jerusalem (met Nienke Oostenrijk), Jewish songs nr. 1-3 (met Henk Swinnen)
- Leo Samama - 'En Hollande' (2002): En Hollande, Op. 56 (met Daniel Kwartet)
- Johannes Verhulst - 'Mass, Op. 20' (2003): mis voor soli, koor en orkest (met Nederlands Concertkoor en Residentie Orkest o.l.v. Matthias Bamert)
- Igor Markevitch - 'Piano Concert0 - Cantate - Icare' (2003): Cantate (met Nederlands Concertkoor, Arnhem Philharmonic Orchestra o.l.v. Christopher Lyndon-Gee)

Belcanto-aria’s voor sopraan en orgel